# The Saints
The Saints (engl. „die Heiligen“) war eine australische Rockband, die 1973 in Brisbane gegründet wurde. Die Band gehört zu den Pionieren des Punk, nahm später jedoch auch Elemente aus Pop und Blues auf. Die Besetzung von The Saints wechselte häufig, nur Frontmann Chris Bailey ist bis zu seinem Tod im April 2022 ununterbrochen Bandmitglied geblieben.

## Bandgeschichte
Die Band gründete sich 1973 um Sänger Chris Bailey, Gitarrist Ed Kuepper und Schlagzeuger Ivor Hay zunächst unter dem Namen Kid Galahad and the Eternals, änderten den Namen aber bereits 1974 in The Saints. Beeinflusst von den frühen The Stooges und MC5, aber auch traditionellem Rock ’n’ Roll begann die Band, ihren eigenen Punkstil zu entwickeln.
Mit Bassist Kym Bradshaw nahmen sie 1976 die Single (I’m) Stranded auf, die ihnen einen Vertrag mit EMI sicherte. Die Single gilt als wegweisend für den 1977er Punk und wurde im britischen Magazin Sounds „Single of this and every week“. Im gleichen Jahr nahmen sie eine LP auf, die 1977 unter dem gleichen Namen wie die Single veröffentlicht wurde. Zusammen mit AC/DC tourten sie durch Australien.
1977 zog die Band nach England und veröffentlichte die Single This Perfect Day, die Platz #34 der UK-Charts erreichte. In England eröffnete die Band unter anderem für Talking Heads und The Ramones. Eine eigene Tour brachte nicht den erwünschten Erfolg. Das englische Publikum lehnte The Saints ab, da sie nicht den gängigen Punkklischees entsprachen. Eine EP mit Coverversionen von Tina Turner und Connie Francis wurde im Oktober 1977 veröffentlicht. 1978 erschien Eternally Yours, die Musik enthielt immer noch einige Punkelemente, doch kamen nun R&B-Elemente im Stile der The Pretty Things hinzu.
Das dritte Album Prehistoric Sound war um einiges düsterer als seine Vorgänger. Die Plattenfirma zwang die Band dazu, die Otis-Redding-Coverversion Security auszukoppeln. Die Band verkrachte sich während einer Auseinandersetzung um den Musikstil und brach infolge des Streits auseinander. Ed Kuepper und Ivan Hay kehrten nach Australien zurück und spielten dort in lokalen Bands. Bailey, der eher in die kommerzielle und simplere Richtung gehen wollte, blieb in England und führte The Saints weiter. Hay kehrte kurzfristig nach England zurück und begleitete die Band noch bis 1981. Seitdem wurden mit sehr schnell wechselnden Line-Ups mehrere Alben produziert. 1984 sollte Ed Kuepper wieder in die Band einsteigen, dies scheiterte jedoch an den alten Streitigkeiten.
Die beiden Alben All Fools Day (1987) und Prodigal Son (1988) waren recht erfolgreich, beide Singles von Prodigal Son konnten sich in den US-Billboard-Charts platzieren.
1990 legte Bailey die Band auf Eis, um sich mehr auf seine Solokarriere zu konzentrieren. Er veröffentlichte mehrere Alben unter seinem eigenen Namen.
In den 1990er Jahren gründete Kuepper The Aints, die sich an dem Musikstil der frühen Saints orientierten.
1996 erschien das Album The Howling mit einem Line-Up bestehend aus englischen und belgischen Musikern. 1999 kümmerte sich Bailey um die Kompilation 7799: Big Hits on the Underground. Es erschienen weitere Tonträger der Saints mit wechselndem Line-Up.
2007 spielten die Saints in Originalbesetzung ein Konzert auf dem Queensland Music Festival.
Chris Bailey starb am 9. April 2022 im Alter von 65 Jahren.
2024 reformierten Kuepper und Hay die Band unter dem Namen „The Saints ’73–’78“ für eine Australien-Tournee. Die Gruppe wurde komplettiert durch Mark Arm (Gesang), Mick Harvey (The Birthday Party, Gitarre) und Peter Oxley (Sunnyboys, Bass).

## Bedeutung
Bob Geldof bezeichnete die Band zusammen mit den Sex Pistols und den Ramones als wichtigste Band für die Entwicklung der Rockmusik in den 1970ern: „Rock music in the Seventies was changed by three bands – the Sex Pistols, the Ramones and The Saints“. Die frühen Alben waren für den 77er Punkrock im Besonderen interessant, durch die recht frühe Veröffentlichung gelten die Saints als Mitbegründer und Vorreiter dieses Musikstils. Die späteren Alben der Band teilten die Fans in zwei Lager: die Punkrockfans auf der einen, die von der neuen Entwicklung enttäuscht wurden, und die neuen Fans, die eher aus dem Pop-Lager stammen.
2001 wurde die Band in Anerkennung ihrer Leistungen in die ARIA Hall of Fame aufgenommen.

## Diskografie
| - 1977: (I’m) Stranded - 1978: Eternally Yours - 1978: Prehistoric Sounds - 1981: The Monkey Puzzle - 1982: Out in the Jungle … Where Things Ain’t So Pleasant - 1984: A Little Madness to Be Free - 1985: Live in Mud Hut … Somewhere in Europe (Livealbum) - 1986: All Fools Day - 1988: Prodigal Son - 1995: The Most Primitive Band in the World (Live from the Twilight Zone, Brisbane 1974) - 1997: Howling - 1998: Everybody Knows the Monkey - 2002: Spit the Blues Out - 2005: Nothing Is Straight in My House - 2006: Imperious Delirium - 2012: King of the Sun - 1986: Best of the Saints - 1989: Scarce - 1989: The New Rose Years - 1991: Songs of Salvation 1976–1988 - 1991: Permanent Revolution - 1996: Know Your Product – The Best Of... - 1999: Big Hits on the Underground - 2001: Wild About You - 2005: All Times Though Paradise (Boxset) - 2006: The Greatest Cowboy Movie Never Made (Boxset) | - 1976: (I’m) Stranded / No Time - 1977: Erotic Neurotic / One Way Street - 1977: This Perfect Day / L-I-E-S - 1977: Lipstick on Your Collar / River Deep – Mountain High - 1978: Know Your Product / Run Down - 1978: Security / All Times Through Paradise - 1980: Always / In the Mirror - 1981: Let's Pretend / Gypsy Woman - 1982: Follow the Leader / Animal - 1984: Ghost Ships / Wrapped Up and Blue - 1984: Imagination / The Prisoner (live) - 1986: Just Like Fire Would / Storm - 1986: (You Can't Tamper with) the Temple of the Lord / East Is East - 1986: See You in Paradise / Casablanca - 1977: (I'm) Stranded / No Time (Split-7’’ mit Stanley Frank) - 1977: One Two Three Four - 1979: Paralytic Tonight, Dublin Tomorrow - 1984: Ghost Ships / Wrapped Up and Blue // Angels / Roses - 1993: Cheap Erotica |